# Pierre Gravend
 (mai 2020).
Si vous disposez d'ouvrages ou d'articles de référence ou si vous connaissez des sites web de qualité traitant du thème abordé ici, merci de compléter l'article en donnant les références utiles à sa vérifiabilité et en les liant à la section « Notes et références ».
Pierre Gravend (1914-1968) était un journaliste français du XXe siècle, qui fut de 1950 à 1954 le secrétaire général du Syndicat des journalistes français CFTC.
En 1953, il est élu au conseil du SJF, aux côtés de Maurice Carité, Jacques Fauvet, Maurice Herr, Roger Latu, Le Pelley-Fonteny, Michel Lombard, Loïfc Prat, André Rives, Paul Thoraval et André Tisserand. 
Après que la CFTC se soit transformée en CFDT, Pierre Gravend devient secrétaire confédéral responsable des questions d'habitat en 1966. C'est année au cours de laquelle il formule la contre-proposition de 550000 logements nouveaux par an pour arriver à résoudre la crise du logement.